# Waldir Cardoso Lebrêgo
Waldir Cardoso Lebrêgo (Belém, 15 september 1933 - Rio de Janeiro,   11 februari 1996) was Braziliaanse voetballer, beter bekend onder zijn spelersnaam Quarentinha. Hij was befaamd voor zijn linkervoet. 

## Biografie
Quarentinha begon zijn carrière bij Paysandu. Zijn bijnaam kreeg hij omdat zijn vader, Luís Gonzaga Lebrêgo, ook voetballer was geweest en de bijnaam Quarenta had. In 1953 ging hij voor Vitória spelen en won dat jaar met de club het Campeonato Baiano. In 1954 trok hij naar Botafogo waar hij een groot clubicoon zou worden, hij werd ook topschutter aller tijden voor de club. Samen met andere sterren als Didi en Garrincha behaalde hij vele successen. Van 1958 tot 1960 werd hij drie keer op rij topschutter van het Campeonato Carioca, dat hij met Botafogo ook won in 1957, 1961 en 1962. Ze wonnen ook het Torneio Rio-São Paulo in 1962 en 1964 en in 1963 het Tournoi de Paris. Van 1965 tot 1967 speelde hij nog voor diverse Colombiaanse clubs. Hij sloot zijn carrière af bij de kleinere club Almirante Barroso. 
Quarentinha speelde ook voor het nationale elftal en kon hier meer scoren dan dat hij wedstrijden speelde. Hij betreurde het dat hij enkel vriendschappelijke wedstrijden gespeeld had en nooit op een groot toernooi gestaan had. 
Hij stierf op 62-jarige leeftijd aan hartfalen. 